# John Parrott
John Stephen Parrott, MBE (* 11. Mai 1964 in Liverpool) ist ein ehemaliger englischer Snookerspieler, der zwischen 1983 und 2010 für 27 Saisons Profispieler auf der Profitour war. In dieser Zeit gewann er insgesamt neun Ranglistenturniere, darunter auch die Snookerweltmeisterschaft 1991 und die UK Championship desselben Jahres. Mangels eines Titels beim Masters ist er aber nicht Mitglied der Triple Crown.
Parrott wurde nach einer erfolgreichen Amateurkarriere 1983 Profispieler und spielte schnell auf hohem Niveau, was ihm einen raschen Aufstieg in die Weltspitze einbrachte. Am Ende der 1980er-Jahre gewann er seine ersten Turniere. Im Finale der Snookerweltmeisterschaft 1989 unterlag er Steve Davis mit 3:18. Zum Anfang der 1990er-Jahre setzte er seine Siegesserie aber fort und gewann dabei die Snookerweltmeisterschaft 1991 und im selben Jahr auch die UK Championship. Auch in den folgenden Jahren gehörte Parrott als einer der beliebtesten Spieler noch zur Weltspitze, bevor er nach dem Jahrtausendwechsel sukzessive auf der Weltrangliste abrutschte. 2010 beendete er nach 27 Jahren seine Karriere als Snookerspieler, doch er hatte sich mit seiner Karriere als TV-Persönlichkeit bereits ein zweites Standbein aufgebaut. So ist er beispielsweise einer der Moderatoren bei Snooker-Übertragungen der BBC. Im Jahr 2015 wurde er in die Snooker Hall of Fame aufgenommen.

## Karriere
Parrott wurde 1964 in Liverpool geboren. Als er vier Jahre alt war, wurden seine Eltern geschieden, wonach er zunächst bei seiner Tante und seinem Onkel und später bei seinem Vater aufwuchs. In seiner Jugend war er ein sehr guter Bowls-Spieler, bis er mit seinem Vater an einem regennassen Tag die Snooker-Halle des Dudley Institute besuchte und begann, sich für diesen Sport zu interessieren. Erste Erfahrungen sammelte er in einer lokalen Snooker-Liga. Unter Anleitung des Managers Phil Miller entwickelte sich Parrott anschließend zu einem der führenden Juniorenspieler in seiner Region.

### Amateurkarriere
Größere Aufmerksamkeit erlangte Parrott, als er 1978 das Halbfinale der britischen U16-Meisterschaft erreichte. In den beiden folgenden Jahren verlor er erst im Finale des Turnieres. Mit sechzehn Jahren gelang ihm dann ein 129er-Break. Im Jahr 1981 schied er im Achtelfinale der U19-Meisterschaft gegen Dean Reynolds aus, und auch in der Qualifikation für die Haupt-Meisterschaft kam er bis ins Achtelfinale gegen Ian Williamson. Zudem gewann er den Junioren-Wettbewerb der Pontins Open und spielte beim Junior Pot Black mit einem 97er-Break das höchste Break des Turnieres, das aber am Ende von Dean Reynolds gewonnen wurde.
1982 verlor er im Finale der Qualifikation der britischen Meisterschaft gegen Malcolm Bradley und im Finale des U19-Pendants gegen Neal Foulds, gewann aber die Pontins Spring Open gegen Ex-Profiweltmeister Ray Reardon. Außerdem siegte er beim Junior Pot Black, ein Titel, den er im folgenden Jahr verteidigen konnte. Zudem gewann er als erster Spieler sowohl das Juniorenturnier als auch das Hauptturnier der Snooker-Meisterschaft von Merseyside. Neben der Titelverteidigung beim Junior Pot Black qualifizierte er sich mit einem 8:4-Sieg über Steve Meakin für das Endspiel um die britische Haupt-Meisterschaft, in dem er Tony Jones unterlag. Nur kurze Zeit später wurde er Profispieler. Bereits zuvor hatte er mit der Queue-Manufaktur Peradon and Fletcher seinen ersten Sponsorenvertrag im Wert von etwa 5.000 £ unterschrieben.

### Erste Profijahre
Parrotts erste Profisaison war die Spielzeit 1983/84, womit seine Profikarriere in einer Zeit begann, in der nach und nach zahlreiche Turniere Einfluss auf die Weltrangliste bekamen und der Snookersport ökonomisch profitabler wurde. In seiner ersten Saison schied er nur bei einem Turnier in der ersten Runde aus und verlor zweimal in der Runde der letzten 32 und ein weiteres Mal im Achtelfinale der Snookerweltmeisterschaft. Sein größter Erfolg war das Classic, wo er mehrere führende Spieler besiegte und schließlich im Halbfinale Steve Davis unterlag, der die 1980er-Jahre prägte. Durch seine Ergebnisse wurde Parrott fortan auf der Weltrangliste auf Rang 20 geführt, wodurch er sich zugleich die zahlreichen Qualifikationsspiele ersparen konnte. Wegen dieses als Traumstart empfundenen Einstiegs in die Profikarriere wurde er bereits zu diesem Zeitpunkt als zukünftiger Weltmeister gehandelt.
In den folgenden Saisons konnte sich Parrott auf einem hohen Niveau etablieren und schied regelmäßig erst in den letzten Runden der Profiturniere aus. So zog er ins Viertelfinale der Snookerweltmeisterschaft 1985, des Grand Prix 1985 und des Classic 1987 sowie ins Halbfinale der UK Championship 1986 ein und verlor darüber hinaus häufig erst im Achtelfinale. Zweimal erreichte er in dieser Zeit auch das Finale der Pontins Spring Open und gewann in einem Fall das Turnier, das als sogenanntes Pro/Am-Turnier ein Amateurturnier sowohl mit Profi- als auch mit Amateurbeteiligung war. Auf Profiebene konnte er sich auf der Weltrangliste nach und nach hocharbeiten, sodass er 1987 bereits Rang 13 belegte.
Mit der Saison 1987/88 verbesserten sich Parrotts Ergebnisse nochmals, als er bei nebst mehrerer Achtelfinalteilnahmen bei der UK Championship im Viertelfinale und bei vier weiteren Turnieren erst im Halbfinale ausschied, darunter auch das prestigeträchtige Einladungsturnier Masters sowie zwei Ranglistenturniere. Beim Classic erreichte er zum ersten Mal in seiner Profikarriere ein Endspiel, verlor dieses aber mit 11:13 knapp gegen Steve Davis. Davon abgesehen gewann er zwei Turniere ohne Weltranglisteneinfluss: den Kent Cup gegen Martin Clark und das Pontins Professional gegen Mike Hallett. Auf der Weltrangliste sprang er auf Rang 7.

### Jahre der großen Erfolge

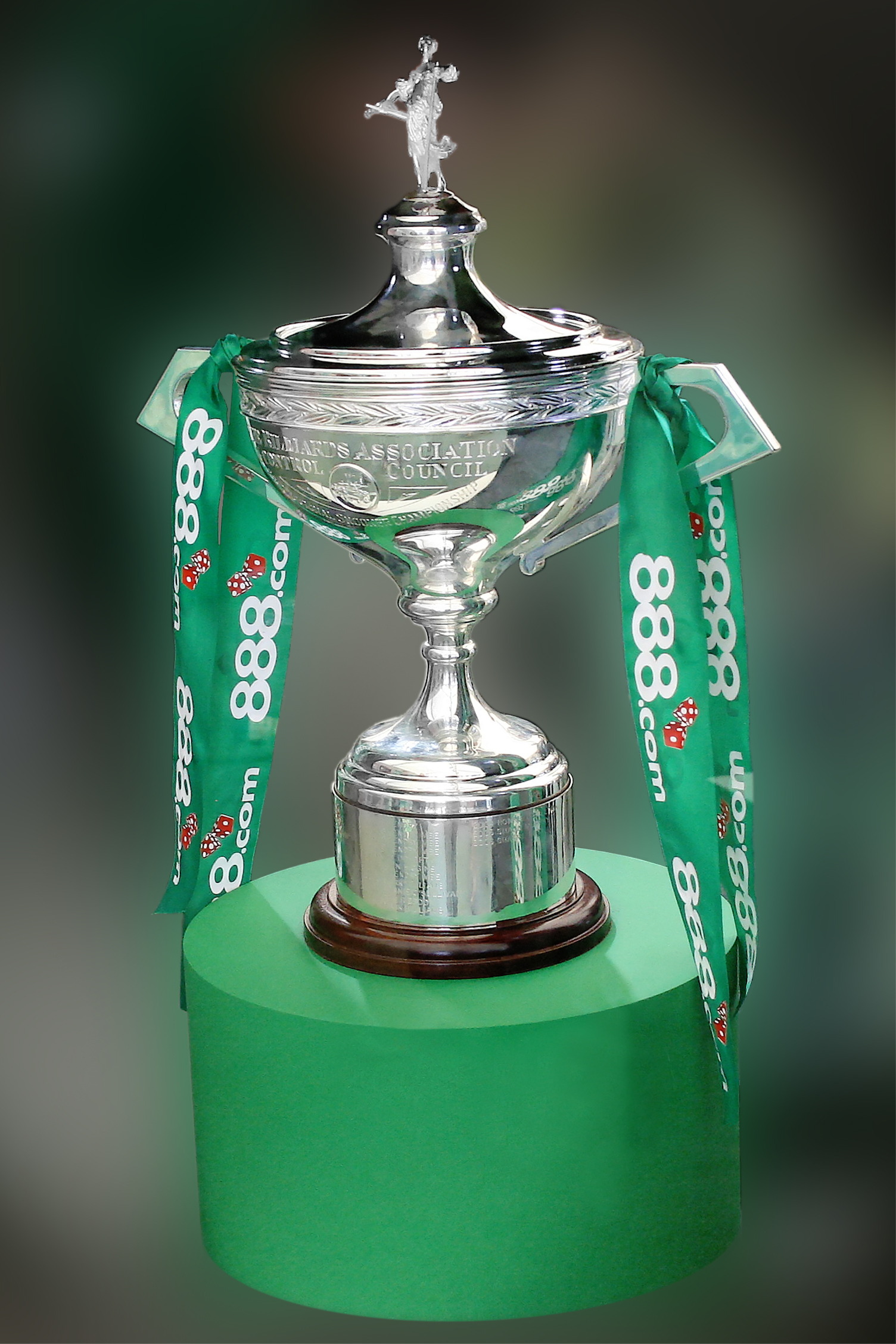
Die Weltmeisterschafts-Trophäe

Die Erfolge der vorherigen Saison konnte Parrott in der nächsten Saison regelmäßig wiederholen und sich weiterhin verbessern, als er trotz einiger früher Niederlagen ebenfalls mehrfach das Viertel- oder Halbfinale eines Ranglistenturnieres erreichte. Dabei stand er insgesamt sieben Mal innerhalb dieser Spielzeit in einem Endspiel, zumeist bei kleineren Einladungsturnieren, aber auch beim Masters und bei der Snookerweltmeisterschaft. Allerdings gewann er mit den European Open gegen Terry Griffiths nur ein einziges Turnier. Dagegen verlor er bei der Snookerweltmeisterschaft mit 3:18 im Endspiel gegen Steve Davis, der bis heute (Stand: 2023)[veraltet] höchsten Niederlage in einem WM-Finale. Ungeachtet dessen verbesserte er sich auf der Weltrangliste um fünf weitere Plätze, sodass er nun den zweiten Platz der Weltrangliste belegte.
Diese Form setzte er in den folgenden beiden Saisons fort. Zwar verlor er einige Male relativ früh, doch die letzten Runden erreichte Parrott regelmäßig. Darunter waren neben einer Niederlage im Halbfinale der Snookerweltmeisterschaft während der Saison 1989/90 insgesamt vier Endspiele. Mit drei Spielen verlor er erneut einen großen Teil dieser Finals, so unter anderem beim Masters. Sein einziger Finalsieg ereignete sich bei den European Open. Bei ähnlich guten durchschnittlichen Ergebnissen zog er auch in der anschließenden Saison in vier Endspiele ein, wobei er dabei zwei kleinere Turniere ohne Ranglisteneinfluss für sich entscheiden konnte. Sein wichtigstes Endspiel erreichte er allerdings am Saisonende mit einem Halbfinalsieg über Steve Davis mit dem Finale der Snookerweltmeisterschaft, in dem er dieses Mal auf Jimmy White traf. Mit einem 18:11-Sieg über seinen englischen Landsmann wurde Parrott Snookerweltmeister. Vor der Weltmeisterschaft war Parrott noch als ein 16:1-Außenseiter gehandelt worden. Seine WM-Trophäe präsentierte Parrott, selbst Fan des Liverpooler FC Everton, der Bevölkerung seiner Heimatstadt in einem gut gefüllten Anfield Stadium, der Heimat des Stadtrivalen FC Liverpool. Trotz seines WM-Erfolgs rutschte er auf der Weltrangliste um einen Platz ab und belegte nun Rang 4.

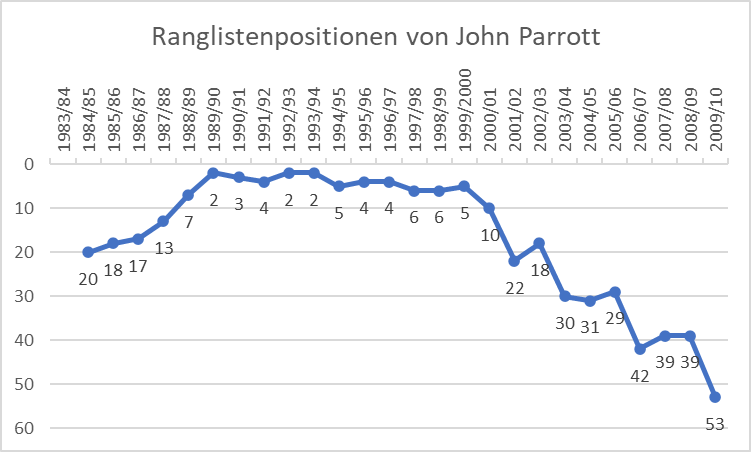
Parrott war im Zeitraum seines WM-Titels auch auf der Weltrangliste auf seinem Höchstpunkt

Etwas besser verlief die Saison 1991/92, als der amtierende Weltmeister bei so gut wie allen Turnieren zumindest das Viertelfinale erreichte. Erneut erreichte er auch mehrere Endspiele und gewann dabei unter anderem das Dubai Classic und mit einem 16:13-Sieg über Jimmy White bei der UK Championship seinen zweiten Triple-Crown-Titel. Trotz des Diebstahls seines Queues Ende 1991 am Heathrow Airport erreichte er nur wenig später das Finale des Masters, verpasste aber gegen Stephen Hendry seinen dritten Triple-Crown-Titel, den er auch später nicht gewinnen konnte. Damit ist er kein wirkliches Mitglied der Triple Crown. Als solche bezeichnet man die (sehr wenigen) Spieler, die alle drei Triple-Crown-Turniere (Snookerweltmeisterschaft, UK Championship und Masters) in ihrer Karriere mindestens ein Mal gewonnen haben. Nach einer Finalniederlage bei den Strachan Open und weiteren guten Ergebnissen bei anderen Turnieren beendete er die Saison mit einer 12:13-Niederlage gegen Alan McManus im Viertelfinale der Snookerweltmeisterschaft, womit der sogenannte Fluch des Crucibles auch auf Parrott zutraf. Zuvor hatte er bei der Weltmeisterschaft mit seinem 10:0-Sieg über Eddie Charlton für den ersten Whitewash in einer WM-Hauptrunde jemals gesorgt. Während der Saison hatte Parrott zudem bei der Matchroom League ein Maximum Break gespielt, das einzige seiner Karriere. Auf der Weltrangliste verbesserte er sich auf Rang 2 und stellte damit seinen Rekord aus der Saison 1989/90 ein.
Auf einem hohen Niveau spielte Parrott auch in den nächsten beiden Spielzeiten, auch wenn er mehr frühe Niederlagen einstecken musste. Dennoch zog er in aller Regelmäßigkeit in höhere Runden ein, wobei er insgesamt sechs Endspiele erreichte. Drei Turniere konnte er davon gewinnen, darunter mit dem Dubai Classic 1992 und den International Open 1994 zwei Ranglistenturniere, während er unter anderem bei der UK Championship 1992 verlor. Zwar konnte er anfänglich auf der Weltrangliste seinen zweiten Platz halten, doch dann verschlechterte er sich auf Platz 5. Dennoch hielt er weiterhin sein hohes Niveau, sodass er auch im Laufe der anschließenden zwei Spielzeiten immer wieder höhere Runden erreichte und dabei erneut mehrfach auch in ein Endspiel einzog. Bei erneut drei Turniersiegen gewann er mit dem Thailand Classic 1995 und den European Open 1996 ein weiteres Mal zwei Ranglistenturniere sowie zusätzlich das Einladungsturnier Malta Grand Prix 1994, wogegen er bei den European Open 1994 und bei den Welsh Open 1996 sein Endspiel verlor. Diese Ergebnisse verhalfen ihm dazu, dass er zwei Jahre in Folge auf Rang 4 der Weltrangliste platziert war.

### Sukzessive Verschlechterung und Karriereende
Trotz zahlreicher guter Ergebnisse in der Saison 1996/97 zog Parrott nur bei den European Open in das Finale ein. In diesem traf er auf den jungen Schotten John Higgins, der ihn mit 9:5 besiegte. Auf der Weltrangliste verlor er zwei Plätze und war dadurch auf Rang 6 geführt. Ähnlich verlief auch die nächste Saison, in der er zwar zwei Endspiele erreichte, aber sowohl bei den German Open als auch beim Thailand Masters verlor. Auf der Weltrangliste hielt er damit seine Vorjahresplatzierung. In den folgenden beiden Saisons gewann er mit dem German Masters 1998 und als Teil des englischen Teams mit dem Nations Cup 2000 zwei Turniere ohne Weltranglisteneinfluss und erreichte darüber hinaus weiterhin mehrere hohe Runden, darunter das Viertelfinale der UK Championship 1998 und der Snookerweltmeisterschaft 1999 und das Halbfinale der Irish Open 1998, des Thailand Masters 1999 und des Masters 2000. Doch die Anzahl früher Niederlagen stieg deutlich an, wodurch Parrott im Jahr 2000 nur noch auf Platz 10 der Rangliste geführt wurde.
In den nächsten drei Saisons schied Parrott häufig früh aus. Zwar konnte er im Laufe der Saison 2000/01 das Viertelfinale des Masters und das Halbfinale des Thailand Masters erreichen. In den nächsten beiden Spielzeiten war sein bestes Ergebnis allerdings lediglich eine Achtelfinalteilnahme bei den British Open 2002 nebst mehrerer Teilnahmen an einer Runde der letzten 32. Von daher rutschte er auf der Weltrangliste kontinuierlich ab, sodass er sich 2003 auf dem 30. Platz befand, auch wenn er wegen seines Erfolgs beim Thailand Masters diesen Trend kurzzeitig unterbrechen konnte. Auch wenn er in der anschließenden Saison ins Achtelfinale der Players Championship und ins Halbfinale des LG Cups einzog, verschlechterte er sich trotzdem weiterhin auf Rang 31.
Die nächsten fünf Spielzeiten waren für Parrott geprägt von Auftaktniederlagen und einem zumeist frühen Ausscheiden. Seine besten Ergebnisse waren das Viertelfinale der UK Championship 2004 und das Achtelfinale bei den Welsh Open 2005, bei der Snookerweltmeisterschaft 2007 und beim Grand Prix 2008. Zunächst verbesserte er sich zwar auf Platz 29, doch dann verschlechterte er sich wieder sukzessive und wurde Mitte 2009 lediglich auf Rang 53 geführt. Bei nur zwei Siegen in der anschließenden Saison 2009/10 überstand Parrott kein einziges Mal eine Runde der letzten 64, weshalb er zum Saisonende auf Rang 65 der Weltrangliste abrutschte. Damit verlor er knapp die Startberechtigung für die Profitour und beendete, wie bereits zuvor für diesen Fall von ihm angekündigt, infolgedessen nach 27 Profisaisons seine Profikarriere.

### Leben nach der Profikarriere

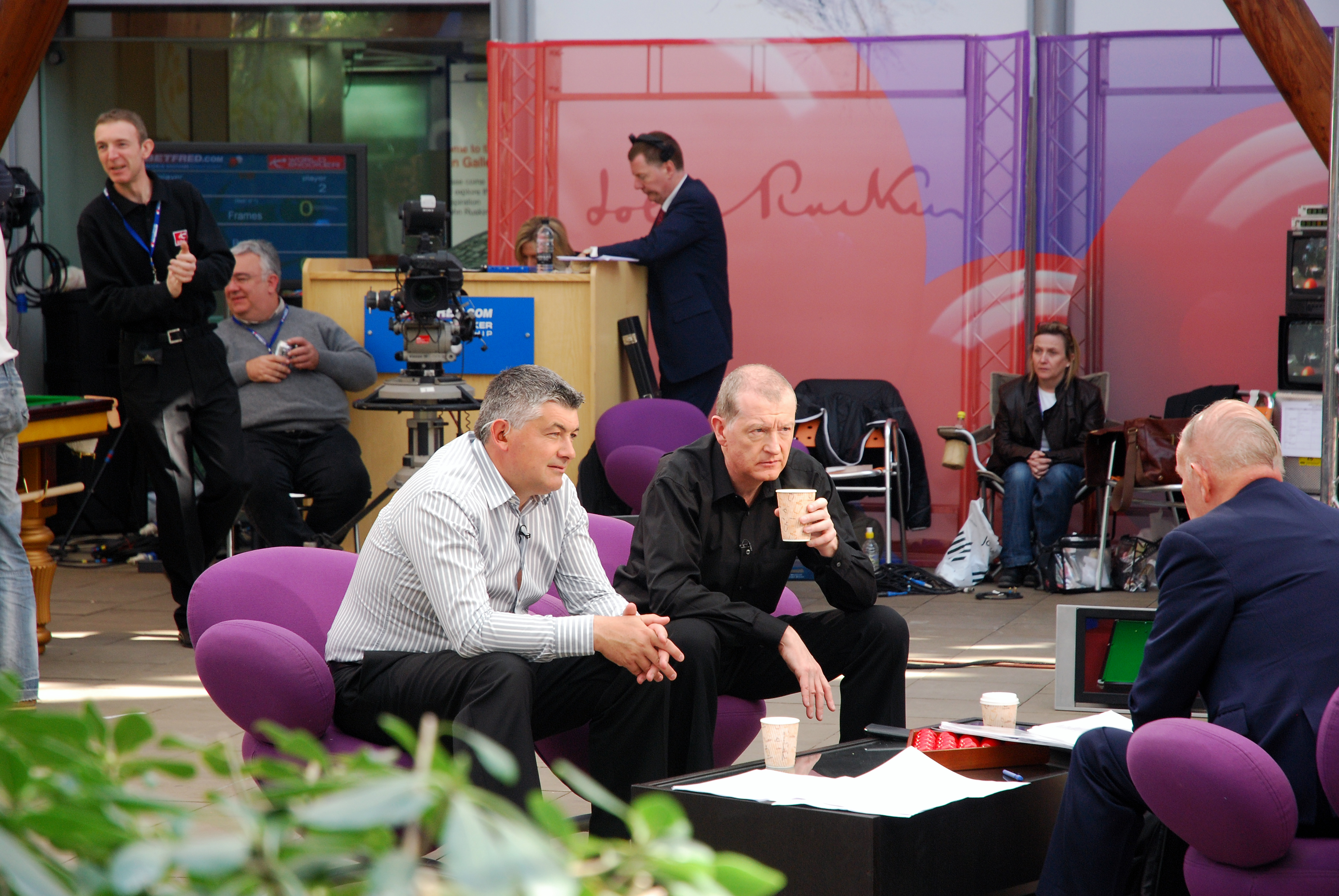
Parrott und Davis während eines BBC-Interviews im Rahmen der WM 2010

In den folgenden Jahren nahm Parrott, der unter den Spitznamen The Entertainer und Mr. JP bekannt ist, neben einer erfolglosen Teilnahme an einer Qualifikation für die Profi-WM mehrfach an den Ausgaben der World Seniors Championship teil: Dabei erreichte er bei insgesamt fünf Auftritten dreimal ein Halbfinale. Ebenso nahm Parrott an anderen Senioren-Turnieren teil, allerdings ohne größere Erfolge. Zudem hatte er auch Auftritte in der Exhibition-Serie Snooker Legends.
Parrott, der Fan des FC Everton und des Pferderennens ist, hatte sich schon während seiner aktiven Karriere als Spieler ein zweites Standbein als TV-Persönlichkeit aufgebaut. So trat er für einige Jahre als Teamkapitän bei A Question of Sport an und ist neben Steve Davis regelmäßig ein TV-Kommentator für Snookerspiele bei der BBC. Zudem ist er als Tischredner aktiv. In seiner Freizeit spielt Parrott auf gutem Niveau Golf. Im Jahr 1996 wurde er für seine „karitativen Leistungen in Merseyside“ zum Member of the Order of the British Empire (MBE) ernannt. 2015 folgte die Aufnahme in die Snooker Hall of Fame.

## Spielweise
Parrotts Spezialität waren Stöße, bei denen der Spielball nahe an der Bande lag, die also generell sehr schwer zu spielen waren. In den Worten von Steve Davis sei Parrott am Tisch ein „Monster“ gewesen, das hätte mehr gewinnen können, als es tatsächlich hat.  Zeitweise wurde Parrott dabei von Frank Callan trainiert. Parrott, der zu den beliebtesten Snookerspielern zählt, galt nicht als ein Spieler, der verbissen trainieren würde, sondern der neben dem Snooker auch während seiner aktiven Karriere anderen Hobbys wie das Wetten bei Pferderennen frönte. Neben dem Tisch war er für seinen Witz und seinen Charme sowie als Familienmensch bekannt. So galt seine Hochzeit 1989 als eine Kraftquelle für ihn, durch die er zur Erfolgsserie in den nachfolgenden Jahren ansetzen konnte. In dieser Zeit war er auch in den Augen von Stephen Hendry, seinerseits dominierender Spieler der 1990er-Jahre mit sieben WM-Titeln, dessen hauptsächlicher Rivale sowie einer seiner Angstgegner. So schreibt der Schotte, dass Parrott zu jener Zeit in Spielen gegen ihn wie entfesselt gewesen sei.

## Erfolge
Parrott erreichte während seiner Karriere zahlreiche Endspiele, unter anderem die im Folgenden aufgelisteten Endspiele von Triple-Crown-Turnieren. Alle weiteren Endspiele sind unter dem oben angegebenen Querverweis zu finden.
| Ausgang  | Jahr | Turnier                  | Finalist       | Frames |
| -------- | ---- | ------------------------ | -------------- | ------ |
| Finalist | 1989 | Masters                  | Stephen Hendry | 6:9    |
| Finalist | 1989 | Snookerweltmeisterschaft | Steve Davis    | 3:18   |
| Finalist | 1990 | Masters                  | Stephen Hendry | 4:9    |
| Sieger   | 1991 | Snookerweltmeisterschaft | Jimmy White    | 18:11  |
| Sieger   | 1991 | UK Championship          | Jimmy White    | 16:13  |
| Finalist | 1992 | Masters                  | Stephen Hendry | 4:9    |
| Finalist | 1992 | UK Championship          | Jimmy White    | 9:16   |